# Западная Новая Гвинея

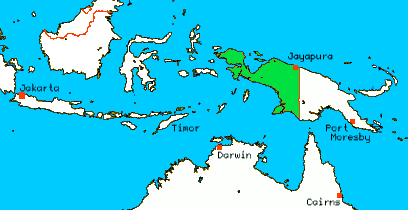
Западная Новая Гвинея на карте Индонезии

Западная Новая Гвине́я — неофициальное название западной части острова Новая Гвинея, принадлежащей Индонезии. После перехода этой территории под суверенитет Индонезии она длительное время составляла единую провинцию под названием Западный Ириан, затем — Ириан Джая. С начала 2000-х годов в несколько этапов происходило её административно-территориальное разукрупнение, и по состоянию на начало 2023 года она состоит из шести провинций: Папуа, Центральное Папуа, Папуа-Пегунунган, Южное Папуа, Западное Папуа и Юго-Западное Папуа.

## География
Западная Новая Гвинея на севере омывается водами Тихого океана, на западе — моря Серам, на юге — Арафурского моря, а на востоке граничит с Папуа — Новой Гвинеей. Площадь территории 421 981 км² — это 22 % всей сухопутной территории Индонезии. Самый большой город — порт Джаяпура. Новая Гвинея расположена к югу от экватора, в ней преобладает гористая местность. Хребет Маоке, простирающийся с запада на восток, делит остров на две части. Гора Джая высотой 5030 м является самой высокой точкой Индонезии. Около 75 % территории покрыто тропическими лесами, большей частью непроходимыми.

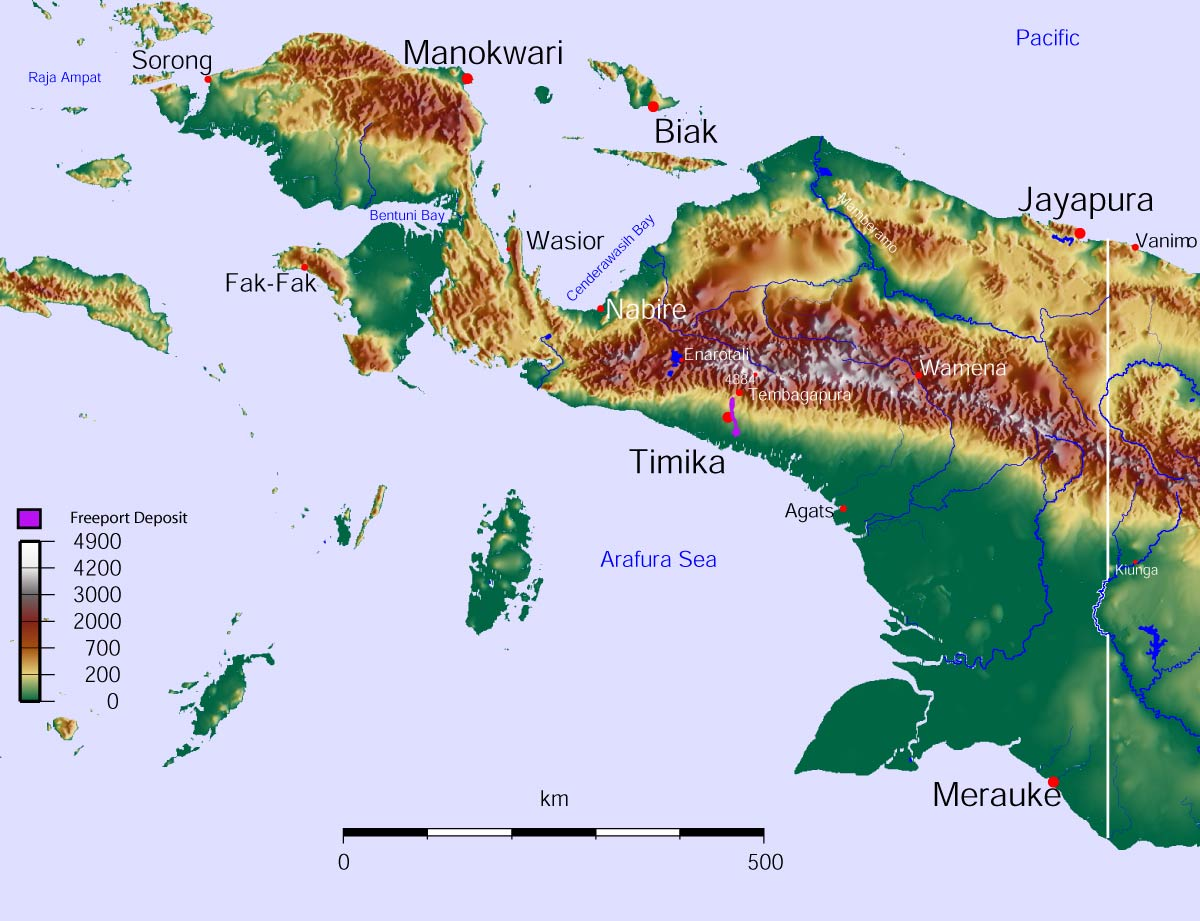
Топографическая карта Западной Новой Гвинеи

Климат преимущественно тропический, влажный и жаркий на побережье; сезон дождей длится в период с декабря по март, сухой сезон — с мая по октябрь; характерны незначительные сезонные колебания температуры. Климат жаркий и почти везде очень влажный. Летние температуры колеблются в пределах +24 … +32 °C, зимой +24 … +28 °C. В горах температура более низкая, местами имеются никогда не тающие снежные поля. Дожди очень сильные, особенно в летний период, уровень осадков от 1300 до 5000 мм в год. Западная Новая Гвинея может похвастаться самыми длинными реками Индонезии, такими, как Балием, Мамберамо и Тарику. На юго-западе реки стали причиной образования больших мангровых болот и приливных лесов.

## Флора и фауна
Западную Новую Гвинею считают раем для природоведов, она отличается поразительным разнообразием флоры и фауны. Растительный мир имеет представителей гор, лугов, болот и трясин, тропических, приливных, лиственных и хвойных лесов, в которых можно встретить бесконечное множество трав, плаунов, папортника, мха, лиан, цветов и деревьев. Фауна провинции тоже очень разнообразна. Разнообразные растения образуют здесь живой ковер, переплетаясь с нависающим пологом тропического леса. Пресноводные и наземные позвоночные почти ничем не отличаются от животных, встречаемых в Австралии, в том числе сумчатых. В лесах и на открытых поросших травой пространствах можно встретить множество разновидностей змей, черепах, муравьедов, дикобразов, опоссумов, летучих мышей и крыс (в том числе самых больших в мире водяных крыс, способных лазить по деревьям), а также гигантских ящериц, кенгуру, живущих на деревьях, и кволлов. Запад Новой Гвинеи известен своим разнообразием бабочек и множеством, около семи сотен, уникальных разновидностей птиц, в том числе 80 разновидностей райской птицы и огромный нелетающий казуар. В прибрежных водах можно встретить морских черепах и сирен.
К востоку от Джаяпуры, на берегу залива Гумбольдт, находится природный заповедник Йотефа с множеством прекрасных пляжей, с остовами нескольких судов, когда-то потопленных в ходе военных действий на море. Из Соронга легко добраться до островного заповедника Раджа Эмпат.
В водах у полуострова Чендравасих зарегистрирована самая высокая известная науке концентрация твердых кораллов — более чем 250 различных их видов на одном гектаре. Это более чем в четыре раза превышает число видов кораллов во всем Карибском море, но — на площади, примерно равной двум футбольным полям. Открыто 2 новых видов эполетных акул, названных так за напоминающие по форме эти аксессуары военной формы пятна на боках. Эти элегантные рыбины вырастают до 1,2 метра в длину и, передвигаясь, по дну, опираются на свои грудные плавники. А также 8 новых видов креветок, 24 вида рыб и 20 кораллов, многие из которых эндемики. Эти рифы в прямом смысле являются «фабриками видов». Во внутренней долине хребта Фоджа (Foja) в нескольких сотнях километров от полуострова Чендравасих открыто множество новых, неизвестных ранее науке видов животных и растений: гигантские цветы и редкий древесный кенгуру; оранжевый медоед: первый новый вид птицы, найденный на гигантском острове более чем за 60 лет. Хребет Фоджа (Foja) и воды у полуострова Чендравасих считают одними из наиболее уникальных с точки биологического разнообразия районов на планете.

## История
Новая Гвинея была населена по крайней мере 50 000 лет назад, и территория современной Западной Новой Гвинеи была известна индонезийским и азиатским мореплавателям за много веков до того, как португальцы впервые увидели её в 1511 году. Ортис де Ретес объявил земли владением испанской короны, назвав остров Новой Гвинеей из-за сходства местных жителей с народами побережья Гвинеи в Западной Африке. 
В 1660 году голландцы признали суверенитет султана Тидоре над Новой Гвинеей и поскольку голландцы удерживали власть над Тидоре, Новая Гвинея условно стала голландской. В этот период происходила формирование европейских поселений. К 1824 году западная половина острова стала частью Голландской Ост-Индии. Соперничество за остров происходило между Голландией, а также Британской и Германской империями, последние признали притязания Нидерландов в договорах 1885 и 1895 гг.
В 1938 году была обнаружена густонаселённая Долина Балием.
Конец голландского правления совпал с компанией конфронтации, начатой президентом Индонезии Сукарно, который отправил в провинцию более 2000 индонезийских военнослужащих, чтобы спровоцировать антиголландское восстание, которое закончилось провалом. Борьба Индонезии за присоединение бывшей голландской колонии Нидерландская Новая Гвинея велась при содействии СССР (были созданы тактические авиационные и морские группировки). Однако военные действия практически не велись, конфликт был урегулирован мирным путём, нидерландские колониальные войска оставили Новую Гвинею. Голландское правительство окончательно отказалась от этой территории в пользу Объединённых Наций. 15 августа 1962 года было подписано Нью-Йоркское соглашение между Нидерландами и Индонезией о передаче спорной территории под управление ООН. 21 сентября 1962 года Генеральной Ассамблеей ООН принято «Соглашение между Индонезийской Республикой и Королевством Нидерландов о Западной Новой Гвинее (Западный Ириан)», согласно которому учреждались Силы безопасности ООН в западной части Новой Гвинеи (Западном Ириане) в помощь Временному исполнительному органу ООН (в западной части Новой Гвинеи). 
Западная часть Новой Гвинеи, получившая новое имя Западный Ириан, постепенно перешла под управление индонезийского правительства и вопрос о присоединении территории к Индонезии должен был решаться путём проведения референдума. В 1963 была первая попытка провозглашения местным населением независимой Республики Западное Папуа, силой пресечённая индонезийскими властями.
Референдум проводился в 1969 году, но, вместо голосования всего населения, решение было принято 1025 специально выбранными делегатами. Западный Ириан стал частью Индонезии в августе 1969 года. Такое ограниченное голосование продемонстрировало проблемы взаимоотношений с остальными 650 000 жителями провинции. В результате эти проблемы привели к образованию Движения за свободное Папуа, которое утверждало, что в случае проведения полноценного референдума народ проголосовал бы за независимость от Индонезии. 1 июля 1971 года движением была предпринята новая, также безуспешная, попытка провозглашения независимости Республики Западное Папуа. С тех пор эта организация ведет против правительства Индонезии повстанческую борьбу. В 1984 году снова была провозглашена независимость территории под названием Республика Западная Меланезия, однако лидеры движения были арестованы. С 1973 года центральные индонезийские власти в знак увековечивания владения территорией[уточнить] переименовали провинцию Западный Ириан в Ириан-Джаю («Победный Ириан»).
С 1969 года индонезийское правительство проводит в Западной Новой Гвинее программу трансмиграции, направленную на привлечение в малонаселённые районы страны мигрантов с перенаселённого острова Ява: по данным 2010 года, 2,4 миллиона жителей Западной Новой Гвинеи (около половины суммарного населения территории) составляют яванские мигранты.

## Население
Западная Новая Гвинея — наименее заселенная территория Индонезии, с населением 3,59 млн жителей, что в среднем дает плотность 8,64 чел. на 1 км². Более трёх четвертей населения живет в сельской местности небольшими разрозненными группами. Все поселения, как правило, располагаются в прибрежной зоне или в нескольких плодородных долинах. Большие территории внутри острова не заселены. Между городами люди перемещаются самолетами или морем. Основными населенными пунктами являются Джаяпура (население 150 тыс. чел.), Маноквари, Соронг, Мерауке и Биак. Джаяпура, административный центр провинции Папуа и самый крупный индонезийский город на острове (261 тыс. чел. по переписи 2010 г.), основана в своё время голландцами, претендовавшими на среднюю часть северного побережья Новой Гвинеи. В восточных пригородах Джаяпуры находится здание университета Ченд-равасих. В университете расположен Антропологический музей, в котором хранится коллекция предметов материальной культуры племени асмат. Представленные здесь фигуры и оружие работы мастеров этого племени отличаются абсолютной гармонией и эстетическим совершенством и высоко оцениваются знатоками примитивистского искусства. Племя асмат живёт на южном побережье Новой Гвинеи. Вдоль берега залива Гумбольдт расположились поселения племени сепик, известного примитивистской росписью древесной коры и изготовлением резных родовых фигур.
Около 80 % населения говорят на папуасских и меланезийских языках. Папуасы живут по всему острову, в том числе на побережье, меланезийцы — вдоль побережья. Большинство папуасов живут небольшими клановыми группами, изолированными друг от друга. Из высокогорных районов наиболее обширна и доступна расположенная в её центральной части долина Балием — 72-километровый каменный коридор, по которому протекает река Балием. Здесь в небольших, разбросанных по всей этой широкой долине деревнях живет более 200 тысяч человек из группы племён дани. Добраться сюда можно только по воздуху. Тропы и всё более многочисленные автомобильные колеи соединяют центр долины Вамены с остальными деревнями. В Западной Новой Гвинее также имеются места компактного проживания и других народностей Индонезии, в том числе потомков китайских и голландских поселенцев. В Западной Новой Гвинее говорят примерно на 300 языках, большинство из которых не похожи друг на друга. Индонезийский язык наряду с местными диалектами используется как язык межэтнического общения.

## Экономика
Западная Новая Гвинея — наиболее удаленная и менее развитая часть Индонезии. Большинство сельского населения живёт за счёт сельскохозяйственной продукции, дополняемой охотой и сбором в лесу фруктов и ягод. Современная экономика сконцентрирована в прибрежных городах и некоторых городах в центральной части и основана на минеральных ископаемых. Это и самые большие в мире запасы меди в Тембагапуре (около 40 км к юго-западу от горы Джаи), и самые крупные в Индонезии залежи нефти и природного газа. Имеются существенные запасы золота и урана. Имеются большие запасы леса и рыбы. Добыча меди и нефти, переработка леса и ловля рыбы мало влияет на повышение уровня жизни местного населения. Такая ситуация помогла сепаратистской организации «Движение за свободное Папуа» получить поддержку местного населения. Данная организация выбрала своей целью медный рудник в Тембагапуре и несколько раз вынудила власти приостановить производство. После того как полвека назад на западе Новой Гвинеи была обнаружена нефть, здесь вырос портовый город Соронг (190 тысяч жителей по переписи 2010 г.) с отелями и барами, куда начали приезжать рабочие из других частей Индонезии.